# Vladimir Kovačević
Pour les articles homonymes, voir Kovačević.
Pour le joueur d'échecs, voir Vlatko Kovačević.
Vladimir Kovačević, né le 7 janvier 1940 à Ivanjica et mort le 28 juillet 2016 à Belgrade en Serbie, est un footballeur international yougoslave puis entraîneur. Il joue au poste d'attaquant de la fin des années 1950 au début des années 1970.

## Biographie
Il évolue au Partizan Belgrade avec qui il est champion de Yougoslavie à quatre reprises, au FC Nantes et au SCO Angers.
Il compte treize sélections pour deux buts inscrits en équipe de Yougoslavie et dispute la Coupe du monde 1962 avec la sélection.
Devenu entraîneur, il dirige l'Olympique lyonnais de novembre 1981 à  février 1983.

## Palmarès
- Champion de Yougoslavie en 1961, 1962, 1963 et 1965 avec le Partizan Belgrade
- Finaliste de la Coupe d’Europe des Clubs Champions en 1966 avec le Partizan Belgrade
- Finaliste de la Coupe de Yougoslavie en 1959 et 1960 avec le Partizan Belgrade

## Source
- Marc Barreaud, Dictionnaire des footballeurs étrangers du championnat professionnel français (1932-1997), L'Harmattan, 1997.